# Kenji Tanaka
Kenji Tanaka (japanisch 田中 賢治 Tanaka Kenji; * 13. Dezember 1983 in Tosu, Präfektur Saga) ist ein japanischer Fußballspieler.

## Karriere
Tanaka erlernte das Fußballspielen in der Schulmannschaft der Saga Gakuen High School. Seinen ersten Vertrag unterschrieb er 2002 bei Ohara Gakuen JaSRA. 2004 wechselte er zum Zweitligisten Omiya Ardija. 2004 wurde er mit dem Verein Vizemeister der J2 League und stieg in die J1 League auf. 2006 wechselte er zum Zweitligisten Sagan Tosu. Danach spielte er bei FC Ganju Iwate und FC Machida Zelvia. 2009 wechselte er zum Drittligisten Arte Takasaki. 2010 wechselte er zum Ligakonkurrenten Zweigen Kanazawa. 2012 wechselte er zum Ligakonkurrenten AC Nagano Parceiro, 2013 zum Ligakonkurrenten FC Ryukyu. Danach spielte er bei Vanraure Hachinohe, Ococias Kyoto AC und beim Matsue City FC.